# 気ままにいってきバ〜ス
『気ままにいってきバ〜ス』（きままにいってきバ〜ス）は、2018年4月21日から2020年3月21日まで、奈良テレビで放送されていた旅番組である。
前々番組『気ままに駅サイト!』および前番組『気ままに歩こーく!』に続く、高山トモヒロ（ケツカッチン）を起用した「気ままに」シリーズ第3弾として放送開始した。本番組は、高山が奈良県内の路線バスに乗車し、県内の歴史と文化について巡るといった内容である。
2020年3月14日（再放送:3月21日）の放送を以って最終回を迎え、「気ままに」シリーズは約17年間の放送に幕を閉じた。「気ままに」シリーズの累計放送年数は、奈良テレビ放送が制作した番組の中で、最長である（県政広報番組『県政フラッシュ』を除く）。最終回前の同年3月10日には、奈良テレビ本社にて、同社代表取締役社長（当時）の長岡雅美より、長年の功績をたたえる感謝状が高山に贈呈された。

## 出演者
★：前番組『気ままに歩こーく!』にレギュラー出演

### ナビゲーター
- 高山トモヒロ★（ケツカッチン）

### ナレーター
- 中谷麻意

### 過去の出演者
- ナレーター：伊藤みく

## 放送時間
- 土曜 21:30 - 22:00
  - 番組自体は毎週放送だが、新作は隔週放送で、新作を放送した翌週は前回の再放送を行う。
  - 編成の都合で別時間帯に放送もしくは休止となることがある。

## スタッフ
（2018年4月21日現在）
- カメラ：吉田昭博
- VE：谷弘樹
- 編集：片山一郎
- タイトル：角野靖明
- MA：大橋光樹
- 協力：奈良交通
- ディレクター：山本更紗
- AP：山崎稔之、丸谷尊志
- プロデューサー：上阪宏和、南稔彦
- 制作協力：サニーサイドおおさか
- 制作著作：奈良テレビ放送